# 石川総承
石川 総承（いしかわ ふさつぐ）は、常陸下館藩の第7代藩主。伊勢亀山藩石川家分家9代。通称は重之助。官位は従五位下、播磨守、中務少輔。

## 経歴
寛政8年12月11日（1797年1月8日）、第5代藩主・石川総般の長男として誕生した。享和2年（1802年）に父が死去したときは幼少であったため、牧野忠精の次男・総親が第6代藩主となった。文化5年（1808年）、総親が早世したため、その養嗣子として家督を継いだ。しかし、いまだ幼少であったため、家督相続当初は重臣の三浦備前守が執政となり藩を運営した。
成人してからは徳川家重の50回法要を務め、さらに心学に傾倒して大島有隣に弟子入りするなどした。天保7年12月5日（1837年1月11日）、病を理由に致仕し、長男の総貨に家督を譲り隠居した。慶応元年閏5月26日（1865年7月18日）、死去した。

## 系譜
父母
- 石川総般（実父）
- 石川総親（養父）

正室
- 阿充 ー 青山幸孝の娘

子女
- 石川総貨（長男）
- 石川総詮
- 津田信義継室